# Quénia
Quénia (português europeu) ou Quênia (português brasileiro) (em suaíli e inglês Kenya), oficialmente República do Quénia, é um país da África Oriental, limitado a norte pelo Sudão do Sul e pela Etiópia, a leste pela Somália e pelo oceano Índico, a sul pela Tanzânia e a oeste pelo Uganda. A capital e cidade mais populosa é Nairobi. O país situa-se na linha do equador. A área do Quênia abrange 581 309 km² e o país tem uma população de cerca de 45 milhões de habitantes, de acordo com estimativas para 2014. Seu nome origina-se do Monte Quênia, seu ponto geográfico mais elevado e a segunda montanha mais alta da África.
O país tem um clima quente e úmido ao longo de sua costa no Oceano Índico, com fauna rica em savana e gramados do interior para a capital. Nairóbi tem um clima frio que vai decrescendo ao ir se aproximando do Monte Quênia, que tem três picos permanentemente cobertos de neve. Mais para o interior, há um clima quente e úmido em torno do Lago Vitória, e áreas florestais e montanhosas de clima temperado na região oeste. As regiões do nordeste ao longo da fronteira com a Somália e Etiópia são regiões áridas e semiáridas com paisagens quase desérticas. O Lago Vitória, o segundo maior lago de água doce do mundo e maior lago tropical do mundo, situa-se a sudoeste do país e é compartilhado com a Uganda e Tanzânia. O Quênia é famoso por seus safáris e diversas reservas de vida selvagem e parques nacionais, como o Parque Nacional de Tsavo-Oeste, o Masai Mara, o Lago Nakuru e o Parque Nacional Aberdares. Existem vários sítios de patrimônio mundial como Lamu, e praias de renome mundial, tais como Kilifi, onde são realizadas competições de iatismo internacional a cada ano.
A região dos Grandes Lagos Africanos, do qual o Quênia faz parte, tem sido habitada por humanos desde o período Paleolítico Inferior. A expansão Bantu chegou à área da África Ocidental-Central no primeiro milênio d.C., e as fronteiras do Estado moderno do Quênia compreendem áreas do continente etnolinguísticas, de línguas nigero-congolesas, Nilo-saarianas e Afro-asiáticas, tornando o Quênia um país multicultural. A presença europeia em Mombaça remonta ao início do período moderno, mas a exploração europeia no interior do país iniciou-se apenas no século XIX. O Império Britânico estabeleceu o protetorado da África Oriental Britânica em 1895, conhecida desde 1920 como a Colônia Quênia. A República do Quênia tornou-se independente em dezembro de 1963. Por um referendo em agosto de 2010, e a adoção de uma nova Constituição, o Quênia está agora dividido em 47 condados semiautônomos, governados por governadores eleitos.
A capital, Nairobi, é um centro comercial regional. A economia do Quênia é a maior da África Oriental e Central. A agricultura é um grande empregador e o país tradicionalmente exporta chá e café, e, mais recentemente, flores frescas para a Europa. O setor de serviços é um dos principais motores da economia. O Quênia é membro da Organização das Nações Unidas (ONU), da União Africana (UA) e da Comunidade da África Oriental (CAO).

## Etimologia
A República do Quénia recebeu o nome do Monte Quénia. A versão mais antiga registrada do nome moderno foi escrita pelo explorador alemão Johann Ludwig Krapf no século XIX. Enquanto viajava com uma caravana Kamba liderada pelo comerciante de longa distância Chefe Quivoi, Crapfe avistou o pico da montanha e perguntou como ele era chamado. Quivoi disse-lhe "ĩ-Nyaa" ou "Kĩlĩma-Kĩinyaa", provavelmente porque o padrão de rocha negra e neve branca em seus picos o lembrava das penas do avestruz macho. No quicuia arcaico, a palavra 'nyaga' ou mais comumente 'manyaganyaga' é usada para descrever um objeto extremamente brilhante. Os aquicuias, que habitam as encostas do Monte Quénia, o chamam de Kĩrĩma Kĩrĩnyaga (literalmente "a montanha com brilho") em quicui, enquanto os embus o chamam de "Kirinyaa". Todos os três nomes têm o mesmo significado.
Ludwig Krapf registrou o nome como Kenia e Kegnia. Alguns disseram que esta era uma notação precisa da pronúncia africana [ˈkɛnjə]. Um mapa de 1882 desenhado por Joseph Thompsons, um geólogo e naturalista escocês, indicou o Monte Quénia. O nome da montanha foi aceito, pars pro toto, como o nome do país. Não entrou em uso oficial generalizado durante o início do período colonial, quando o país era chamado da África Oriental Britânica. O nome oficial foi mudado para Quénia Britânico em 1920.

## História

### Pré-história
Fósseis encontrados no Quênia sugerem que os primatas percorriam a região há mais de 20 milhões de anos. Recentes descobertas perto do Lago Turkana indicam que hominídeos como Homo habilis (1,8 e 2,5 milhões de anos atrás) e Homo erectus (1,8 milhão a 350 000 anos atrás) são possíveis ancestrais diretos do Homo sapiens moderno e viveram no Quênia no Pleistoceno.

### Cultura suaílis
A costa queniana acolheu comunidades de ferreiros, agricultores de subsistência, caçadores e pescadores bantus que comercializavam com países estrangeiros.
Os árabes do sul da Arábia colonizaram o litoral e estabeleceram muitas novas cidade-Estados autônomas, incluindo Mombasa, Malindi e Zanzibar; os migrantes árabes também introduziram o islamismo na região. Esta mistura de culturas deixou uma influência árabe notável sobre a cultura e o idioma bantu suaíli da costa.
Os suaílis construíram Mombasa como uma grande cidade portuária e estabeleceram laços comerciais com outras cidades-Estados próximas, bem como centros comerciais na Pérsia, Arábia e até mesmo na Índia.

### Presença portuguesa
A presença de Portugal durante dois séculos foi garantida através obtenção de bases navais e acordos de aliança com os senhores locais, vassalos do rei de Portugal, mas com certa autonomia e próprio rei. Só mais tarde é que os colonos começaram a chegar e acabaram por se misturar com os locais. As alianças com as lideranças locais permitiram, por um lado, garantir a segurança de um território, bem como a fluidez do comércio que interessava. Mas nem todas as tribos foram sempre amigáveis, como foi visto em 1589, 1610, 1612, onde algumas rebeliões forçaram os portugueses a lutar com a ajuda de outras alianças tribais. Foi o caso da chamada tribo canibal dos Zimba que atacou os portugueses no Malindi mas foi derrotada no sul com a ajuda de tropas da tribo dos Mosseguejos. As alianças foram, no entanto, muito voláteis, ao sul em Mombaça a cidade foi atacada pelos Mussungualos em 1610, os mesmos que seriam aliados dos portugueses no cerco Omanita de 1696.
Mais tarde, em 1698 e em 1730, a costa suaíli foi definitivamente conquistada pelos portugueses e ficou sob o domínio direto dos árabes omanis, que expandiram o comércio de escravos para atender às demandas das plantações em Omã e Zanzibar. Inicialmente, esses comerciantes vieram principalmente de Omã, mas depois muitos vieram de Zanzibar (como Tippu Tip).
Ao longo dos séculos, a costa do Quênia hospedou muitos mercadores e exploradores. Entre as cidades que margeiam a costa queniana está a cidade de Malindi. Permaneceu como um importante assentamento suaíli desde o século XIV e já rivalizou com Mombaça pelo domínio da região dos Grandes Lagos africanos. Malindi tem sido tradicionalmente uma cidade portuária amigável para potências estrangeiras. As autoridades de Malindi também deram as boas-vindas ao explorador português Vasco da Gama em 1498.

### Domínio britânico e independência
Na Conferência de Berlim de 1885, onde se delimitaram as áreas de influência das potências europeias, o Quênia foi entregue ao Reino Unido, que o confiou em regime de monopólio à Companhia Imperial da África Oriental Britânica. Em 1887 a companhia comercial assegurou o arrendamento da faixa costeira, cedida pelo sultão de Zanzibar.
Nas duas décadas que precederam a Segunda Guerra Mundial, os europeus monopolizaram as melhores terras cultiváveis, e teve início um confronto político entre britânicos e indianos, que se consideravam insuficientemente representados nos órgãos de governo da colônia. A Associação Central dos Kikuyu, fundada em 1921, também passou a exigir sua participação no poder. Em 1944, foi formada uma organização nacionalista, a União Africana do Quênia (KAU), que pregava a redistribuição da terra e tinha como líder Jomo Kenyatta. Em 1952, uma sociedade secreta kikuiu, ou Mau Mau, levantou-se contra o domínio colonial na denominada revolta dos Mau-Mau, que deu origem a uma longa guerra, que se prolongou até 1960. A KAU foi proscrita e Kenyatta, líder da rebelião, preso. A eleição de 1961 levou os dois partidos africanos, a União Nacional Africana do Quênia (KANU) e a União Democrática Africana do Quênia, a aliarem-se no governo.
Em dezembro de 1963 o Quênia tornou-se estado independente, membro da Commonwealth, e constituiu-se em república no ano seguinte, sob a presidência do carismático Kenyatta (KANU), o qual foi reeleito em 1969 e 1974.

## Geografia

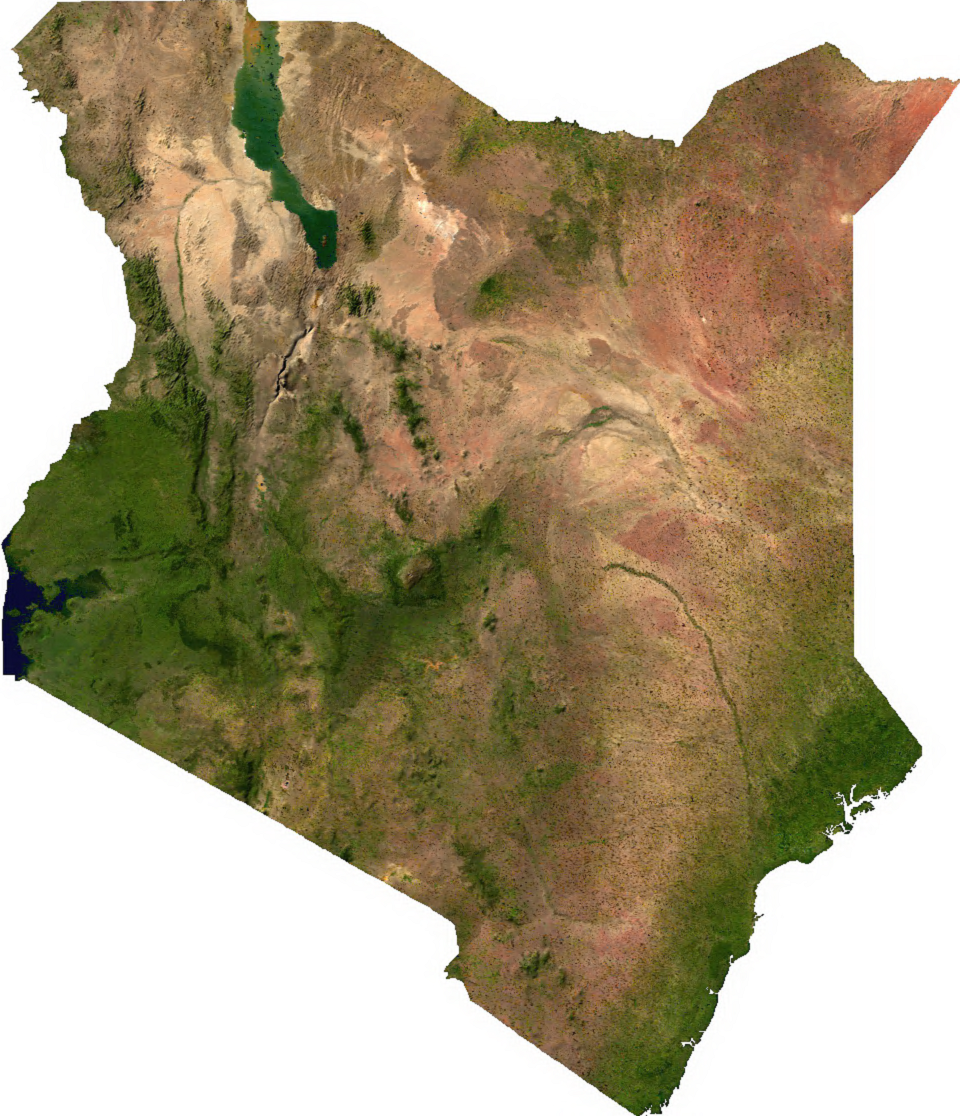
Imagem de satélite do território queniano

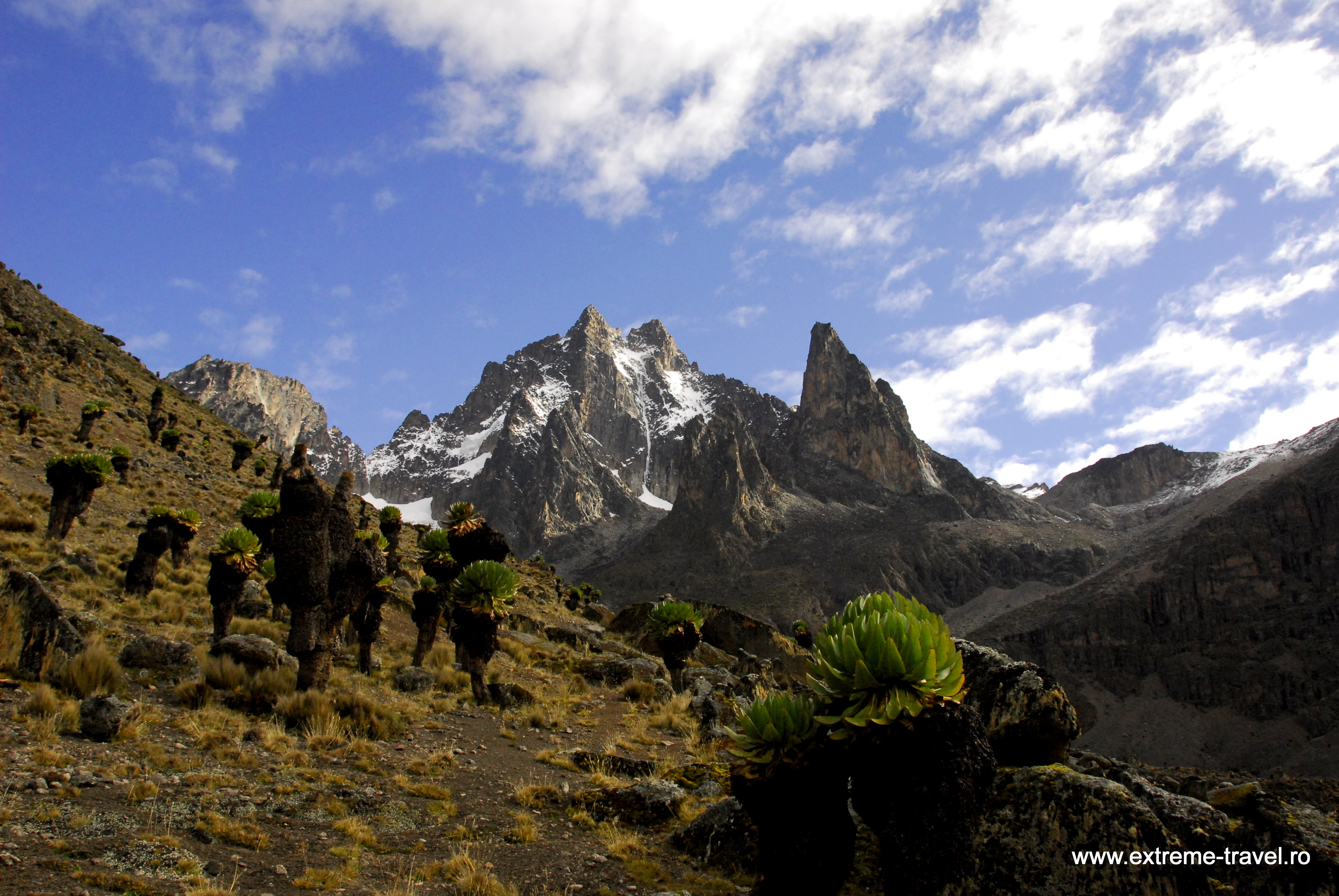
Monte Quênia

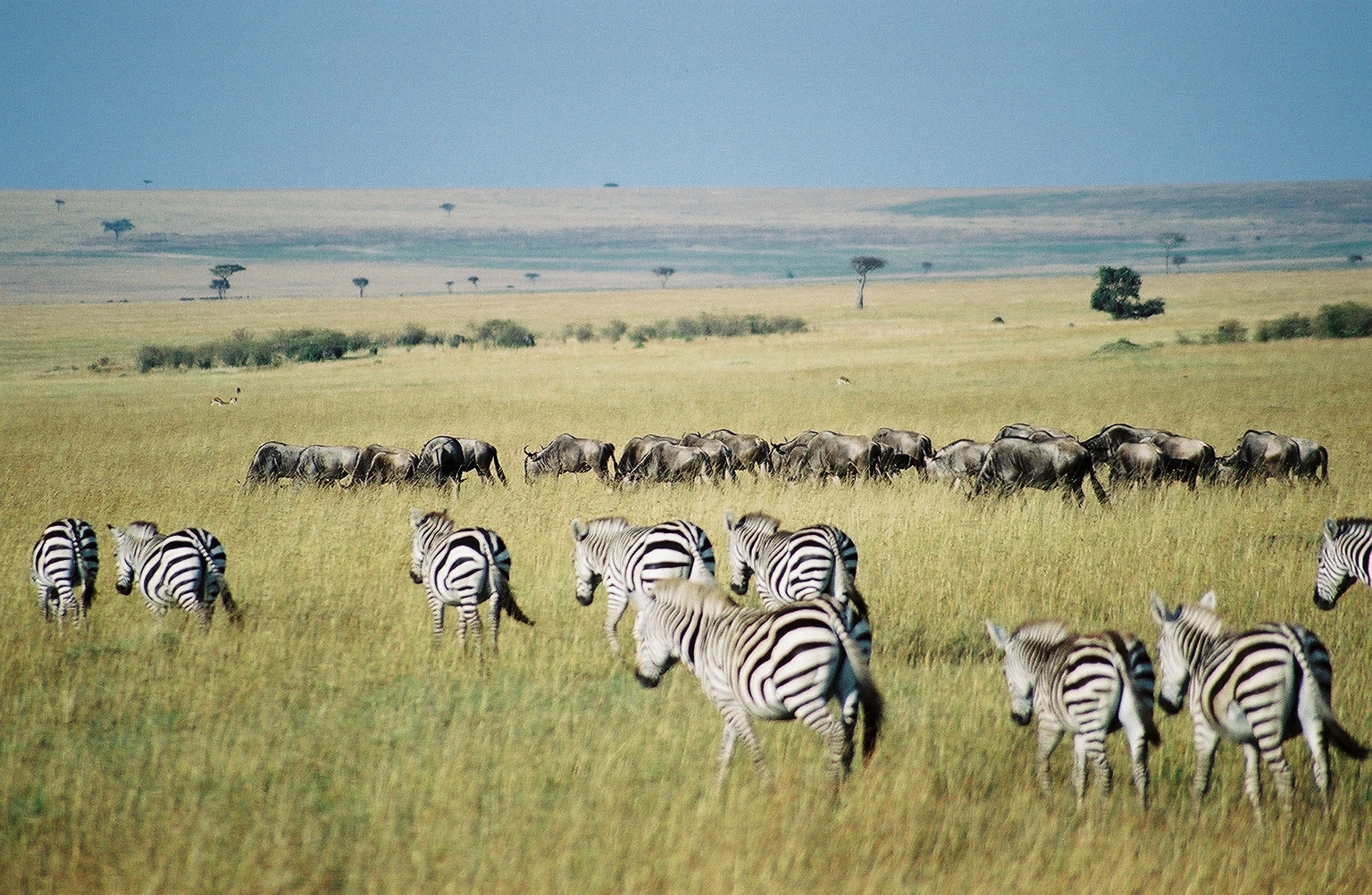
Parque Nacional Masai Mara

O Quênia está situado na África oriental, tendo fronteiras a leste com a Somália, a norte com a Etiópia e com o Sudão do Sul, a oeste com Uganda, a sudoeste com a Tanzânia e a sudeste é banhado pelo Oceano Índico.
A parte ocidental faz parte do sistema de depressões do Vale do Rift, que deu origem aos grandes lagos africanos, e essa zona do país é banhada por dois dos maiores: o lago Vitória e o lago Turkana. As falhas do Rift são rodeadas por montanhas, algumas das quais de origem vulcânica, que atingem o ponto mais alto no centro do país, no Monte Quénia, com 5 199 m. A leste e a sul, o relevo suaviza-se, em especial junto à fronteira da Somália, onde se estende uma extensão significativa de
planície.

### Clima
O clima do Quênia varia do tropical ao longo da costa a temperado no interior para árido nas regiões norte e nordeste do país. A área recebe uma grande quantidade de sol mensalmente e roupas de verão são usadas durante todo o ano. É geralmente frio à noite e no início da manhã no interior em altitudes mais elevadas.
A época de "chuvas de longa duração" ocorre a partir de março/abril a maio/junho. A temporada de "chuvas de curta duração" ocorre entre outubro a novembro/dezembro. A precipitação é, por vezes, intensa e muitas vezes cai na parte da tarde e à noite. A temperatura permanece elevada ao longo destes meses de chuva tropical. O período mais quente é de fevereiro a março e o mais frio é de julho até meados de agosto.

### Biodiversidade
O Quênia tem vastas reservas de vida selvagem, incluindo o Masai Mara, onde o gnu-azul e outras bovídeos participam de uma migração anual de grande escala.
Os animais de caça conhecidos como "Big Five" — leão, leopardo, búfalo, rinoceronte e elefante — podem ser encontrados no Quênia, especialmente no parque Masai Mara. Uma população significativa de outros animais selvagens, como répteis e pássaros, pode ser encontrada nos parques nacionais e reservas de caça no país.
A migração de animais anual ocorre entre junho e setembro, com milhões de animais que participam, atraindo turistas estrangeiros. Dois milhões de gnus migram por uma distância de 2 900 km do Serengeti, na Tanzânia, ao Masai Mara, em busca de comida e água. Esta migração é um espetáculo natural listado entre as Sete Maravilhas Naturais de África.

## Demografia

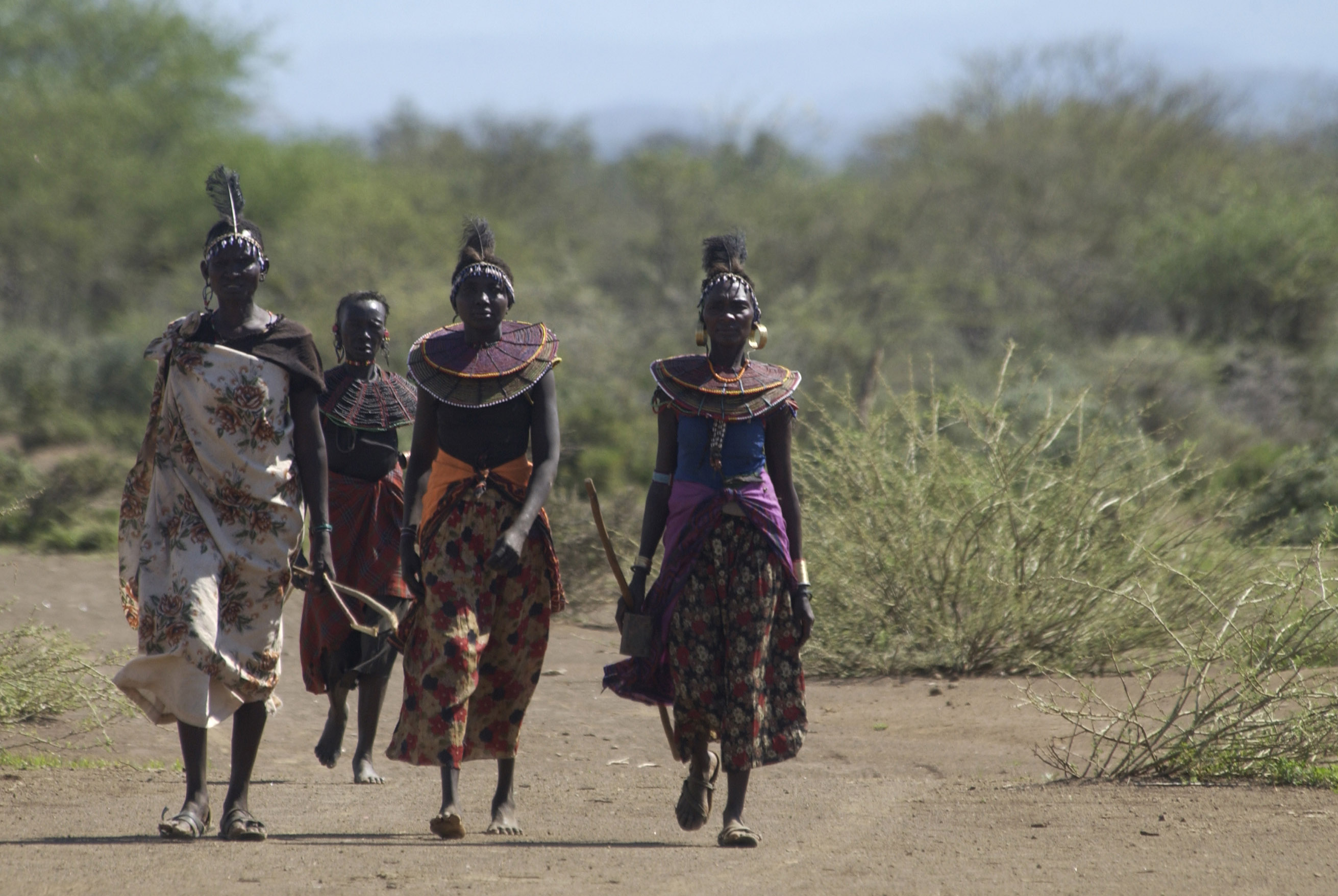
Mulheres da tribo Pokot

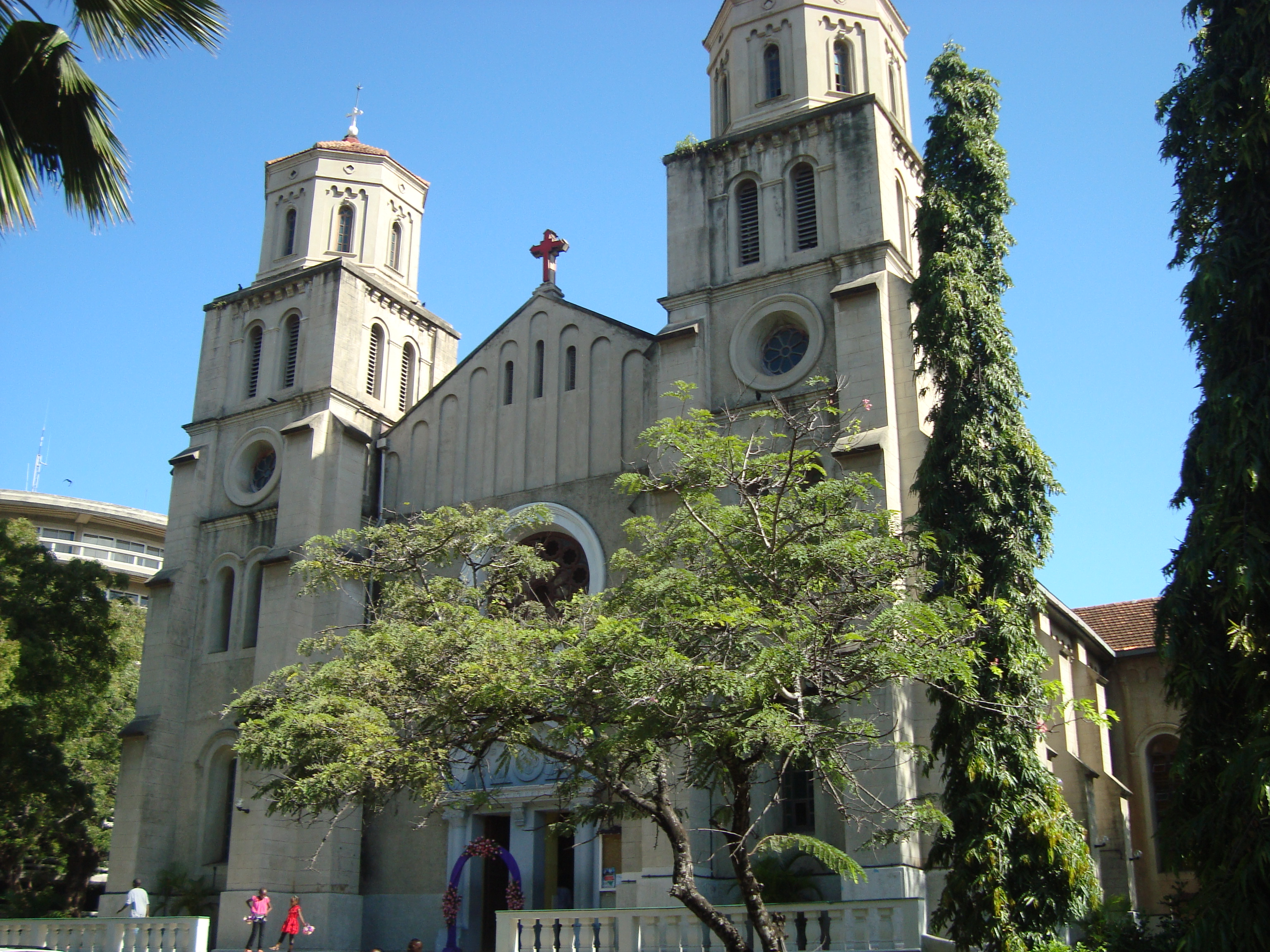
Igreja católica em Mombaça

O país tem atualmente uma população de aproximadamente 51,5 milhões de pessoas. O Quênia tem uma população jovem, sendo que 73% dos habitantes tem menos de 30 anos de idade, devido ao rápido crescimento demográfico; de 2,9 milhões de pessoas para 40 milhões de habitantes ao longo do século XX.
A capital do Quênia, Nairobi, é o lar de Kibera, uma das maiores favelas do mundo, que abriga entre 170 mil e 1 milhão de habitantes. A base de ACNUR em Dadaab, no norte também abriga atualmente cerca de 500 mil pessoas.

### Religião
A população do Quénia é maioritariamente seguidora do Cristianismo sendo esta crença partilhada por 82% dos quenianos, (47% de protestantes, 23% de católicos romanos e 12% praticantes de outras religiões cristãs), 11% da população declara-se como muçulmana, outros 10% seguem crenças indígenas/tribais e 2% têm outras religiões.

### Composição étnica
O Quênia tem uma população diversificada que inclui a maioria dos principais grupos etno-linguísticos encontrados na África. Há uma estimativa de 47 comunidades diferentes, sendo que os bantus (67%) e os nilotas (30%) constituem a maioria dos residentes locais. Grupos cuchíticos formam uma pequena minoria étnica, assim como árabes, indianos e europeus.
Os grupos étnicos do Quênia são representados da seguinte forma: Kikuyu (22%), Luhya (14%), Luo (13%), Kalenjin (12%), Cambas (11%), Kisii (6%), Meru (6%), outros africanos (15%), não africanos (asiáticos, europeus e árabes) (1%).

### Idiomas
Vários grupos étnicos locais normalmente falam suas línguas maternas dentro de suas próprias comunidades. As duas línguas oficiais, inglês e kiswahili, são utilizadas em diferentes graus de fluência para a comunicação com outras populações. O inglês é amplamente falado no comércio, no sistema educacional e no governo. Moradores de áreas rurais e de periferias urbanas são menos multilíngues, sendo que muitas regiões rurais falam apenas suas línguas nativas.
O inglês britânico é usado principalmente no Quênia. Além disso, um dialeto local distinto, inglês queniano, é usado por algumas comunidades e indivíduos no país e contém características únicas derivadas de línguas bantas locais, como kiswahili e kikuyu. A variante tem vindo a desenvolver desde a colonização e também contém determinados elementos do inglês americano.
Há um total de 69 línguas faladas no país. A maioria pertencem a duas famílias linguísticas gerais: nigero-congolesas (ramo bantu) e nilo-saarianas (ramo do Nilo), faladas por populações bantu e nilotas do país, respectivamente. As minorias étnicas cuchíticas e árabes falam línguas pertencentes à família afro-asiática, enquanto que os moradores indianos e europeus falam línguas da família indo-europeia.

## Governo e política

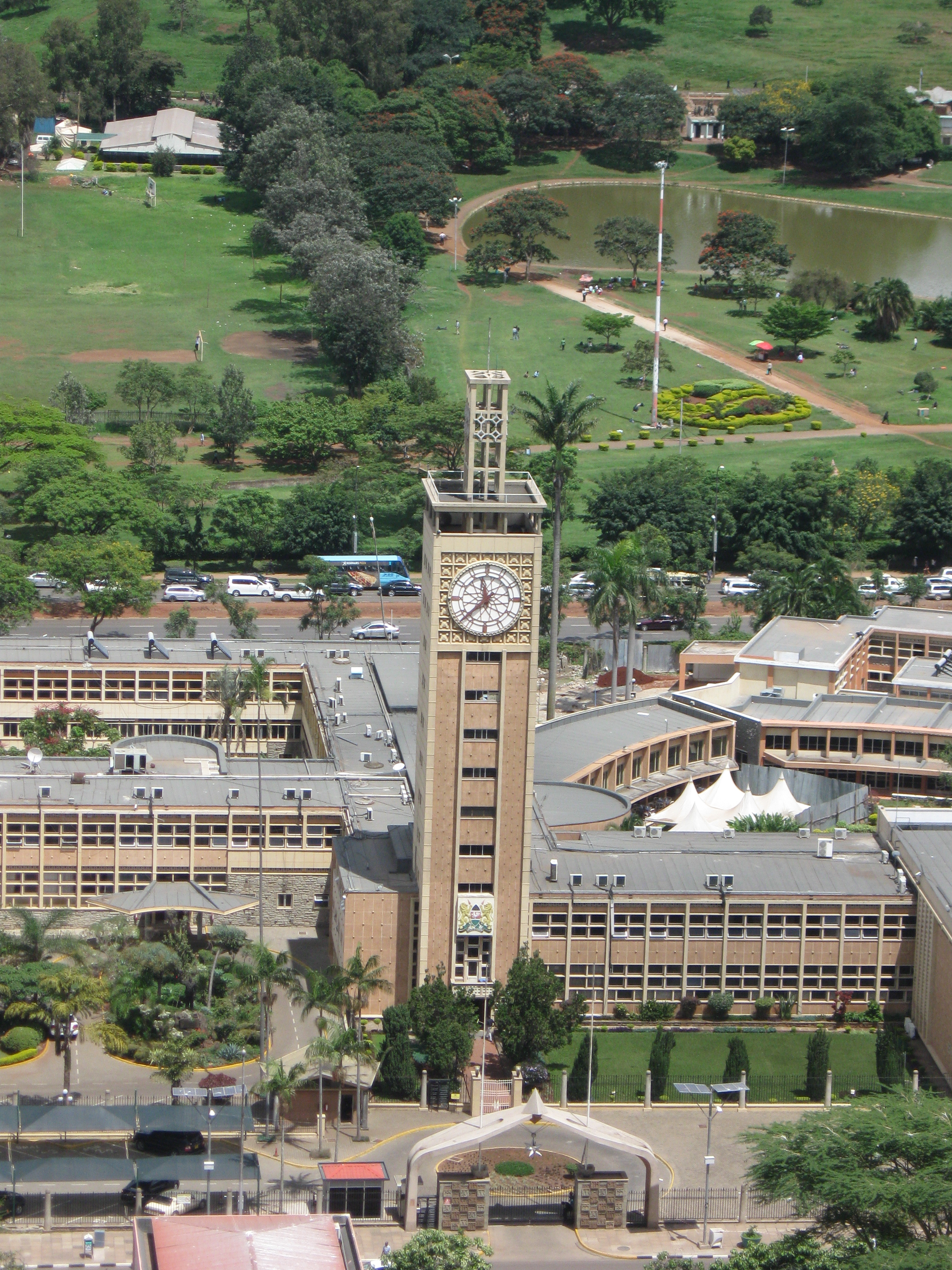
Parlamento do Quênia

A política do Quénia foi caracterizada, desde a independência, em 1963 por um regime presidencialista altamente centralizado, apesar da Constituição democrática multipartidária ser nominalmente respeitada. Na realidade, a KANU (sigla do nome em língua inglesa da União Nacional Africana do Quénia) foi o partido maioritário e, em 1982, a Assembleia Nacional emendou a Constituição, tornando o país monopartidário. Este estado de coisas durou até 1991, quando a Assembleia revogou aquela disposição, mas nas eleições de 1992 e 1997, o presidente Daniel Arap Moi e a KANU mantiveram, respectivamente as posições presidencial e de maioria no Parlamento.
Em 2004, Mwai Kibaki tornou-se no primeiro candidato presidencial da oposição a vencer uma eleição no país desde a independência. A sua coligação manteve-se coesa graças às promessas de reformas constitucionais e às garantias de Kibaki de que iria nomear representantes de todos os grupos étnicos principais do Quênia para lugares importantes. A sua negligência em cumprir estas promessas depois das eleições causaram vários focos de tensão.
O Movimento Laranja, ou Orange Democratic Movement Party of Kenya, liderado por Raila Odinga, concorreu às eleições de Dezembro de 2007, tendo ganho a maior bancada do Parlamento, mas não vendo o seu lugar na presidência confirmado pelas autoridades do escrutínio. Apesar das eleições terem sido consideradas fraudulentas por muitos observadores e os resultados mostrarem uma divisão étnica do voto, Kibaki negou as alegações de fraude e, a 8 de Janeiro de 2008, nomeou o seu novo gabinete. Odinga, convocou manifestações que lavaram a um banho de sangue, com mais de 1 000 mortos e 250 mil deslocados.
Depois duma longa campanha de mediação presidida pelo antigo Secretário-Geral da ONU, Kofi Annan (na qual também participou Graça Machel) e duma visita-relâmpago do actual, Ban Ki-Moon, Kibaki e Odinga concordaram em assinar, a 28 de Fevereiro de 2008, um acordo denominado “National Accord and Reconciliation Act” ("Acordo sobre a Nação e a Reconciliação"), que inclui a formação dum governo de coligação e a nomeação de Odinga como Primeiro-Ministro, com poderes executivos. Com as respectivas emendas na Constituição, o Quénia poderá assim tornar-se em mais uma democracia parlamentar.

## Subdivisões
O Quénia divide-se em 7 províncias (mkoa) e uma área*:
1. Central
2. Costa
3. Oriental
4. Área de Nairobi*
5. Nordeste
6. Nyanza
7. Vale do Rift
8. Ocidental

## Economia

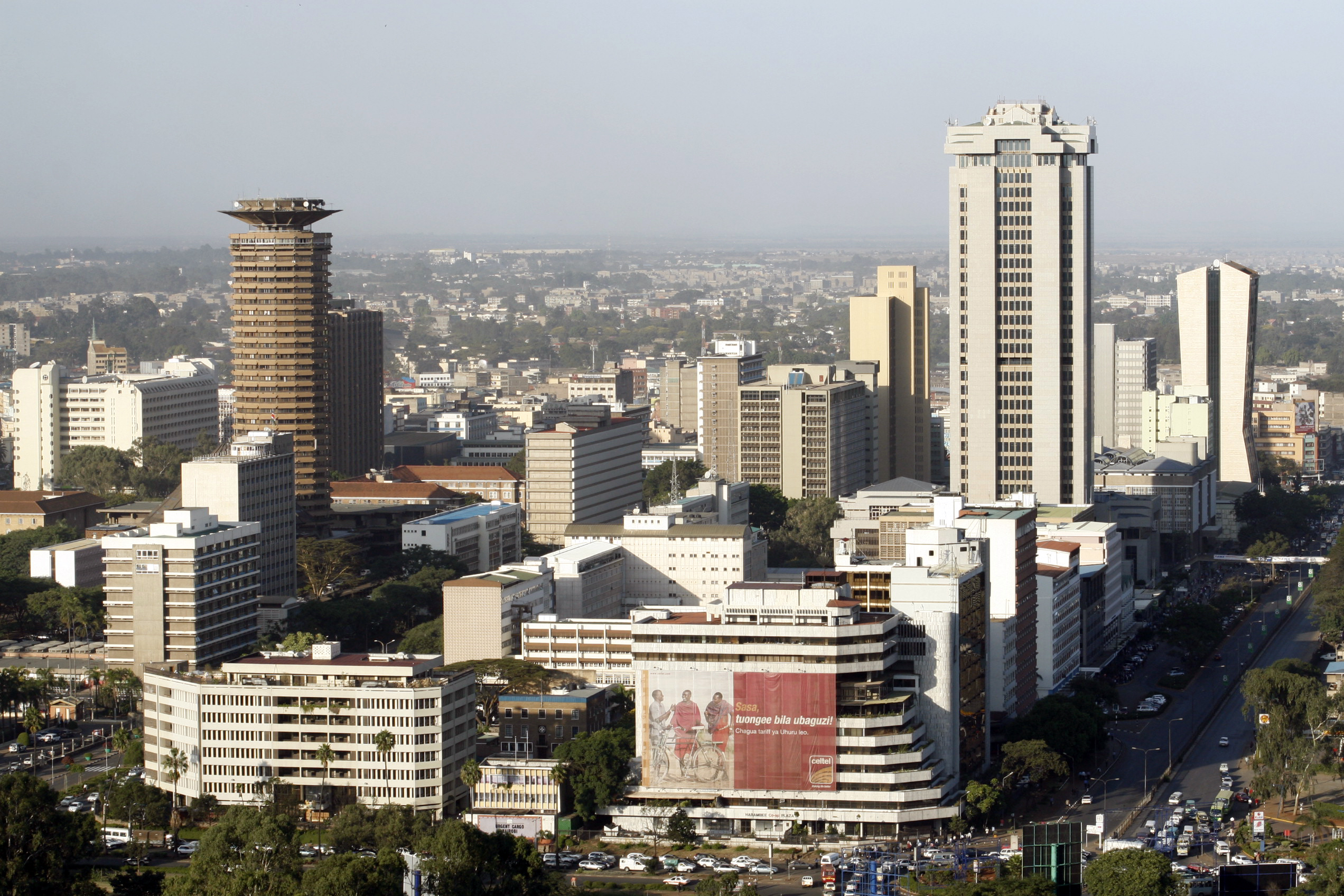
Centro financeiro de Nairóbi

Na agricultura, o país era, em 2018, o 3º maior produtor do mundo de chá e o 7º maior produtor do mundo de abacate, além de ter grandes produções de cana de açúcar, milho, batata, banana, mandioca, batata doce, manga, feijão, tomate e repolho, entre outros. O país também produz, mais voltados para a exportação, produtos como café, tabaco, castanha de caju e abacaxi. Os produtos que geraram maior valor na exportação, em 2019, foram: chá, café, cigarro, tabaco, abacate, castanha, legumes e abacaxi, entre outros. A pecuária tem como predominante à cultura de bovinos, suínos e caprinos, além de piscicultura e avicultura (incluindo galinhas, perus, patos, gansos e pavões).
Em 2019, o país era o 3º maior produtor mundial de trona (carbonato de sódio). Outros minerais extraídos são a pedra calcária, ouro, sal e flúor. A indústria queniana produz plásticos, refino de petróleo, artefatos de madeira, tecidos, cigarros, couro, cimento, metalurgia e comida enlatada.
O turismo também rende bons lucros, principalmente na costa (litoral) e na savana queniana. A exportação é forte em chá e café, enquanto que as importações incluem maquinaria, alimentos, equipamentos de transporte e petróleo (e seus derivados).

### Turismo

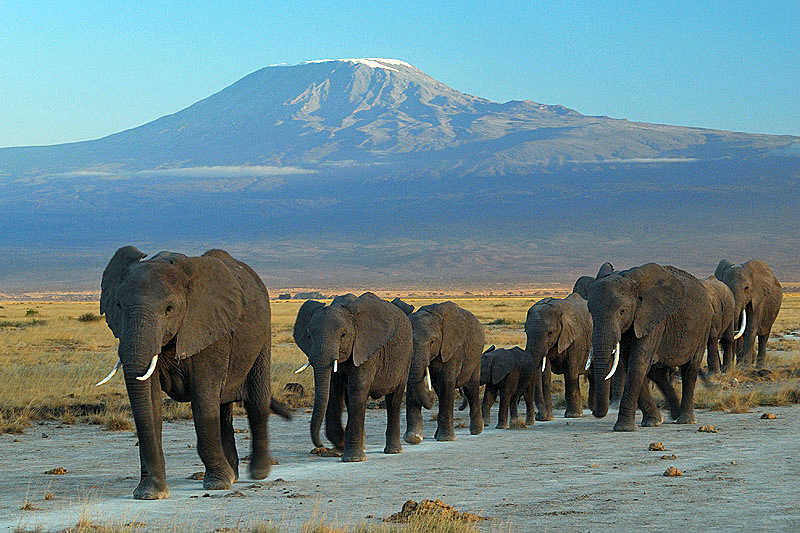
Elefantes no Parque Nacional de Amboseli com o Monte Kilimanjaro ao fundo

O setor de serviços do Quênia, que contribui 61% do PIB, é dominada pelo turismo, que tem mostrado um crescimento constante na maioria dos anos desde a independência do país. No final dos anos 1980, a indústria do turismo tornou-se a principal fonte de divisas do país. Turistas, principalmente da Alemanha e do Reino Unido, são atraídos principalmente para as praias costeiras e as reservas de caça.
O turismo é o maior contribuinte do crescimento económico do país e é atualmente o setor de maior renda do país, seguido por flores, chá e café. Em 2006, o turismo gerou 803 milhões de dólares, acima dos 699 milhões de dólares no ano anterior. Atualmente, existem também inúmeros centros comerciais no Quênia.

## Cultura

### Música e dança
O Quênia tem uma grande variedade de formas de música popular, além de vários tipos de música folclórica com base na variedade de mais de 40 idiomas regionais. As raízes da música popular do Quênia remontam à década de 1950. O som popular mais característico é o Benga Music, oriunda da região dos lagos, mais precisamente na comunidade Luo. A palavra "benga" é ocasionalmente usada para se referir a qualquer tipo de música pop. Baixo, violão e percussão são instrumentos usuais deste ritmo musical. O reggae também é um dos gêneros musicais mais populares no Quênia. Os elementos do reggae são frequentemente misturados com o hip hop local e a música pop, mas não há muitos músicos de reggae tradicionais no país.
A bateria é o instrumento mais dominante na música popular do Quênia. As batidas de tambor são muito complexas e incluem ritmos nativos e importados, especialmente o ritmo de cavacha congolês. A música popular queniana geralmente envolve a interação de várias partes e, mais recentemente, solos de guitarra vistosos. Existem também vários artistas locais de hip-hop, incluindo Jua Cali; bandas afro-pop, como Sauti Sol; e músicos que tocam gêneros locais, como o . As letras de músicas são mais frequentemente em kiswahili ou inglês. Há também algum aspecto emergente do lingala, emprestado de músicos congoleses.
O zilizopendwa é um gênero de música urbana local que foi gravado nas décadas de 1960, 1970 e 1980 por músicos como Daudi Kabaka, Fadhili William e Sukuma Bin Ongaro. É particularmente apreciado por pessoas mais velhas, tendo sido popularizado pela Kenya Broadcasting Corporation.
O Isukuti é uma dança executada pelas tribos Luhya, ao som de um tambor tradicional chamado Isukuti. A dança é idealizada em ocasiões como nascimento de um filho, casamentos ou funerais. Outras danças tradicionais incluem o Ohangla, popular entre os Luo; Nzele, dança atribuída aos Mijikenda; Mugithi, originada entre os Quicuios e a Taarab, executada pelos Suaílis.

### Feriados nacionais
No Quênia, quando algum feriado cai no domingo, ele é também comemorado feriado na segunda-feira seguinte.
O então presidente queniano, Mwai Kibaki, declarou o dia 6 de novembro de 2008 como feriado nacional no país, em comemoração à vitória de Barack Obama, filho de um queniano, nas eleições presidenciais dos Estados Unidos.
| Data           | Feriado                    | Observação                                                 |
| 1 de Janeiro   | Confraternização Universal |                                                            |
| móvel          | Sexta-Feira Santa          |                                                            |
| móvel          | Páscoa                     |                                                            |
| móvel          | Segunda-feira de Páscoa    |                                                            |
| 1 de Maio      | Dia do Trabalho            |                                                            |
| 1 de Junho     | Madaraka Day               | Comemoração da proclamação da independência do país        |
| 10 de Outubro  | Was Moi                    |                                                            |
| 20 de Outubro  | Dia de Jomo Kenyatta       | Comemoração ao considerado pai fundador do Estado Queniano |
| 12 de Dezembro | Dia da República Queniana  |                                                            |
| 25 de Dezembro | Natal                      |                                                            |
| 26 de Dezembro | Boxing Day                 |                                                            |